# Damiano Femfert
Damiano Femfert (* 1985 in Frankfurt am Main) ist ein deutsch-italienischer Schriftsteller.

## Leben
Damiano Femfert ist in Deutschland und Italien aufgewachsen. Femfert hat vergleichende Literaturwissenschaft an den Universität La Sapienza in Rom und an der Universität Paris-Nanterre studiert und eine Abschlussarbeit über James Joyce’ Ulysses abgeschlossen. Neben seiner Schreibtätigkeit als Drehbuchautor ist er in der Kunstszene als Kurator aktiv und arbeitet als Dozent in Rom, wo er auch lebt. Sein literarisches Debüt Rivenports Freund erschien 2020 im Frankfurter Verlag Schöffling & Co. Denis Scheck bezeichnete Femferts Debütroman in der SWR-Fernsehsendung lesenswert als „die literarische Entdeckung in diesem Frühjahr.“

## Werke
- Rivenports Freund, Schöffling & Co., Frankfurt am Main 2020, ISBN 978-3-89561-077-6.

## Auszeichnungen
- 2021 Rottweiler Stadtschreiber[3]